# 冰山棋
冰山棋（ZÈRTZ）是比利時抽象策略遊戲設計師Kris Burm於2000年推出的兩人棋類，遊戲方式融合西洋跳棋。

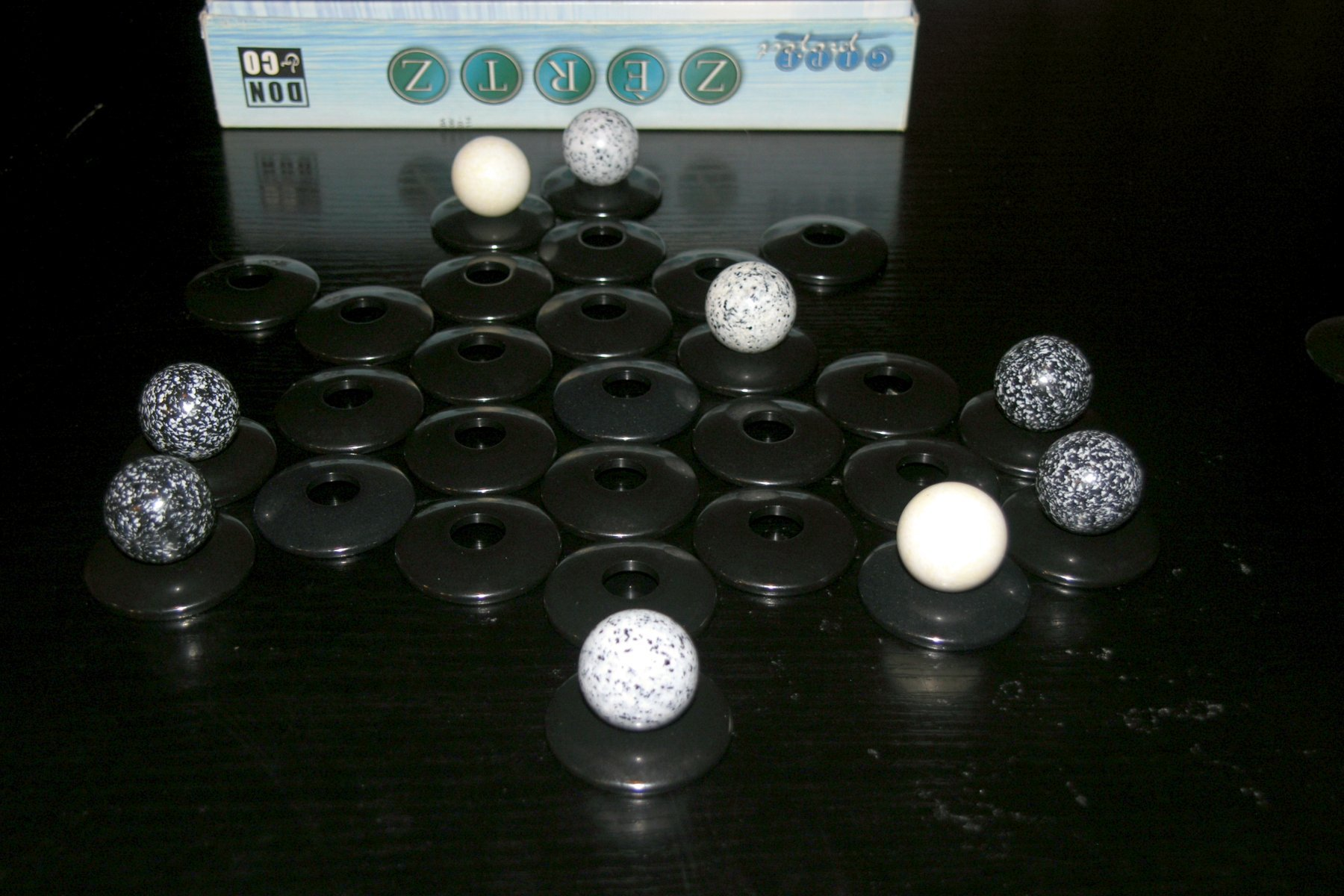
冰山棋

此棋是Kris Burm的星盤眾棋計畫六棋之一，主題為『棄』。

## 棋具
- 棋盤為可分離的圓形棋座所組成的六角形。棋座可有六個方向與其他棋座相連。

- 棋子雙方共用，為六顆白珠、八顆灰珠、十顆黑珠。初始布置為棋盤只有棋座，棋珠皆在棋盤外。

## 規則

### 基本規則
- 棋盤有三十七個棋座，每邊四個棋座。

- 每方回合會進行兩種動作之一：
  - 當兩棋珠緊密相連時，必須強迫跳吃，吃後若還有棋珠相連，則重複此動作。如西洋跳棋的吃法。俘虜的棋珠放在己方側，作為勝利點數。
  - 沒有棋珠可吃時，則挑選任一棋珠放入，並且拿取一個至少有兩邊連續沒有其他棋座相連的棋座。拿取棋座後，若使棋盤分為兩群。某群棋座皆有棋珠，則皆取走作為勝利點數。若已無棋珠可放入，就必須從自己俘虜的棋珠挑選一枚放入。

- 雙方吃掉棋珠數量若滿足以下四者之一皆可獲勝。
  - 四顆白珠。
  - 五顆灰珠。
  - 六顆黑珠。
  - 白珠、灰珠、黑珠各三顆[1]。

### 進階規則
- 在原本每邊四個棋座的六角形棋盤上，一半的外圍加上十一個棋座而成為有四十八個棋座的不等邊六角形。其餘規則照基本玩法。

### 競賽規則
- 有六十一個棋座，組成每邊五個棋座的等邊六角形。其餘規則照基本玩法。

## 外部連結
- 規則介紹（页面存档备份，存于）
- 遊戲策略（页面存档备份，存于）
- 遊戲下載（页面存档备份，存于）